# Heinrich Prinz von Hannover

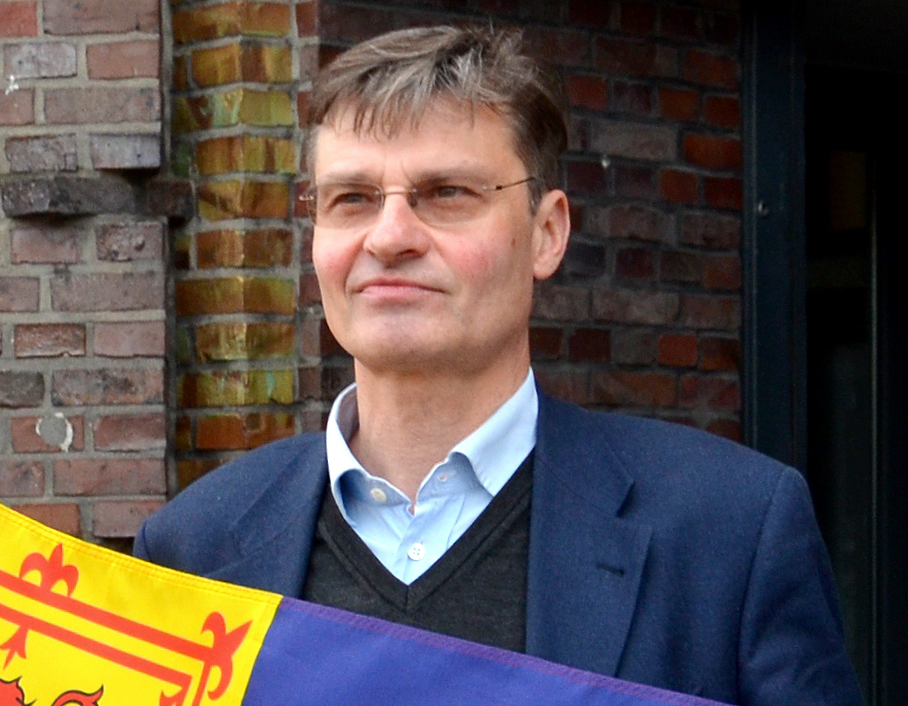
Heinrich Prinz von Hannover, 2014

Heinrich Julius Christian Otto Friedrich Franz Anton Günter Prinz von Hannover (* 29. April 1961 in Hannover) ist ein deutscher Historiker und Verleger.

## Leben
Heinrich Prinz von Hannover ist das jüngste Kind von Ernst August Prinz von Hannover (1914–1987), dem damaligen Chef des Welfenhauses, und dessen erster Frau Ortrud (1925–1980), einer geborenen Prinzessin zu Schleswig-Holstein-Sonderburg-Glücksburg. Er ist ein Urenkel des letzten Deutschen Kaisers  Wilhelm II. Er hat fünf Geschwister, darunter Ernst August von Hannover, und einen Halbbruder aus einer vorehelichen Beziehung seines Vaters.
Heinrich Prinz von Hannover studierte an der Johann Wolfgang Goethe-Universität Frankfurt am Main und der Universität Salzburg Sportwissenschaften, Psychologie, Publizistik und schloss sein Studium mit Mag. phil. ab.
Er ist der Gründer und Inhaber des MatrixMedia-Verlages, dessen Publikationen einen allgemein historischen und speziell niedersächsisch-landesgeschichtlichen Schwerpunkt haben (Monografien, Historiographien, Memoiren, Bildbände, Filme). Ferner zeichnet er verantwortlich für die Website Welfen.de.
Heinrich Prinz von Hannover war 17 Jahre lang mit der Kabarettistin Désirée Nick liiert. Aus der Beziehung stammt ein 1996 geborener Sohn. Im Jahr 1999 heiratete er Thyra Sixtina Donata von Westernhagen. Mit ihr hat er drei gemeinsame Kinder.

## Herausgeberschaften
- Hannover zwischen den Mächten Europas 1633–1918: Eine Dokumentation zur Geschichte Niedersachsens. Hannover Media Produktion, Göttingen 1996, ISBN 3-9323-1302-X (CD-ROM).
- Peter Steckhan: Welfenbericht – 150 Jahre Familiengeschichte der Herzöge zu Braunschweig und Lüneburg, dokumentiert in Photographie und Film. MatrixMedia Verlag, Göttingen 2008, ISBN 978-3-93231-310-3.
- Elisabeth E. Kwan, Anna E. Röhrig, Peter Steckhan: Frauen der Welfen. 36 Biografien. MatrixMedia Verlag, Göttingen 2011, ISBN 978-3-93231-339-4.
- Das millionenteure Buch: Landtagsdebatte – der Ankauf des Evangeliars Heinrichs des Löwen. MatrixMedia Verlag, Göttingen 2015, ISBN 978-3-93231-367-7.
- Heinz Schießer: Die Welfen am Traunsee. 130 Jahre Schloss Cumberland in Oberösterreich. MatrixMedia Verlag, Göttingen 2017, ISBN 978-3-94689-102-4.
- Peter Steckhan: Herzog und Kaisertochter – Ernst August von Hannover und Victoria Luise von Preußen. MatrixMedia Verlag, Göttingen 2019, ISBN 978-3-93231-352-3.